# Liste des châteaux danois par région
Cette liste non exhaustive répertorie les principaux châteaux au Danemark classés par région.
Elle inclut les châteaux au sens large du terme, quel que soit leur état de conservation (ruines, bâtiments d'origine ou restaurés) et leur statut (musée, propriété privée, ouvert ou non à la visite).

## Jutland du Nord(Nordjylland)
- Château d'Aalborghus, à Aalborg (Commune d'Aalborg)
- Château de Dronninglund, à Dronninglund (Commune de Brønderslev)

## Jutland central(Midtjylland)
- Château de Clausholm, à Hadsten (Commune de Randers)
- Château de Kalø, à Rønde (Commune d'Ebeltoft)
- Château de Katholm à Ålsø
- Château de Marselisborg, à Århus (Commune d'Århus)
- Château de Meilgaard, à Glesborg (Commune de Nørre Djurs)
- Château de Rosenholm, à Hornslet (Commune d'Århus)
- Château d'Ulstrup, à Ulstrup (Commune de Hvorslev)

## Danemark du Sud(Syddanmark)
- Château d'Augustenbourg, sur Als (Commune de Sønderborg)
- Egeskov, sur Fionie (Commune de Ryslinge)
- Manoir de Glorup, à Svendborg (Commune de Svendborg)
- Château de Gråsten, à Gråsten (Commune de Sønderborg)
- Manoir de Hesselagergård, à Gudme (Commune de Svendborg)
- Château de Hvedholm, à Faaborg (Commune de Faaborg-Midtfyn)
- Château de Hvidkilde, à Svendborg (Commune de Svendborg)
- Château de Koldinghus, à Kolding (Commune de Kolding)
- Château de Schackenborg, à Møgeltønder (Commune de Tønder)
- Château de Skrøbelev Gods, sur Langeland (Commune de Langeland)
- Château de Sønderborg, à Sønderborg (Commune de Sønderborg)
- Château de Valdemars, sur Tåsinge (Commune de Svendborg)

## Hovedstaden
- Amalienborg, à Copenhague
- Palais de Bernstorff, à Gentofte (Commune de Gentofte)
- Charlottenborg, à Copenhague
- Christiansborg, à Copenhague
- Château de Copenhague, à Copenhague (détruit)
- Relais de chasse de l'Eremitage, au nord de Copenhague
- Château de Fredensborg, à Fredensborg (Commune de Fredensborg)
- Château de Frederiksberg, à Frederiksberg (Commune de Frederiksberg)
- Château de Frederiksborg, à Hillerød (Commune de Hillerød)
- Château de Gamleborg, sur Bornholm (Commune de Bornholm Regional)
- Château de Gurre, à Elseneur (Commune de Helsingør)
- Château de Hammershus, sur Bornholm (Commune de Bornholm Regional)
- Château de Hirschholm, à Hørsholm (Commune de Hørsholm)
- Palais Jaune, à Copenhague
- Château de Kronborg, à Elseneur (Commune de Helsingør)
- Château de Lilleborg, sur Bornholm (Commune de Bornholm Regional)
- Château de Nyborg
- Château de Rosenborg, à Copenhague
- Château de Søborg, à Søborg (commune de Gladsaxe)
- Château de Sorgenfri, à Lyngby-Taarbæk (Commune de Lyngby-Taarbæk)

## Sjælland
- Château de Berritzgaard, sur Lolland (Commune de Guldborgsund)
- Château de Dragsholm, à Hørve (Commune de Odsherred)
- Manoir de Fuglsang, sur Lolland (Commune de Guldborgsund)
- Château de Gavnø, à Næstved (Commune de Næstved)
- Château de Juellinge, sur Lolland (Commune de Lolland)
- Château de Kalundborg, à Kalundborg (Commune de Kalundborg)
- Ancien château de Liselund, sur Møn (Commune de Vordingborg)
- Château de Liselund, sur Møn (Commune de Vordingborg)
- Château de Nykøbing Falster, à Nykøbing Falster (Commune de Guldborgsund)
- Manoir de Nysø, à Præstø (Commune de Vordingborg)
- Château de Tårnborg, à Korsør (Commune de Korsør)
- Château de Vordingborg, à Vordingborg (Commune de Vordingborg)